# 拓跋語
拓跋語（たくばつご、英語: Tuoba, Tabγač, Tabghach, Taγbač, Taghbach）は5世紀ごろの北魏の時代に北部中国に居住していた拓跋によって話されていた言語である。この言語の系統をめぐっては、モンゴル語族またはトルコ語族など様々な説が提案されてきた。

## 分類
アレキサンダー・ボビン (2007) 拓跋語をモンゴル語族に属するとした。
一方、ユハ・ヤンフネンは、拓跋がオグール諸語を話していた可能性があると提唱した。ピーター・ブドバーグによると、拓跋語はモンゴル諸語の要素が入っているがチュルク語族であった。Chen Sanping は、拓跋語にはチュルク諸語とモンゴル諸語の両方の要素があったと指摘している。
Liu Xueyao は、拓跋には、その場合は現存する語族に分類すべきではない独自の言語があったかもしれないと述べた。
Andrew Shimunek（2017）は、拓跋語を「セルビ語派」（つまり側モンゴル語）に分類している。シムネクのセルビ語派には、吐谷渾語と契丹語も含まれる。

## 形態論
機能語的な接尾辞には次のようなものがある。
- *-A(y) ~ *ʁa(y)「動名詞接尾辞」
- *-Al ~ *-l「脱動詞名詞接尾辞」
- **čɪ ~ **či「所有を意味する接尾辞」（チュルク語族の-či と同源）
- **-mɔr/-mʊr (萬)「脱動詞名詞接尾辞」（チュルク語族の-mur と同源）[7]
- **-n「複数接尾辞」

## 語彙目録
Shimunek（2017）から抜粋し拓跋語の基礎語彙を以下に示す。比較方法を使用して再建した形式にはアスタリスク (*) 一つを付し、伝統的な反切や韻図によって再建された形式にはアスタリスク (**) を二つ付している（Shimunek 2017 では ✩）。
| 拓跋語（再建形）    | 漢字   | グロス           | 原文の漢語訳 |
| ------------------- | ------ | ---------------- | ------------ |
| *agyɪl ~ *agɪl      | 屋引   | 家               | 房           |
| *čʰɪrnɔ             | 叱奴   | 狼               | 狼           |
| **dɪʁa              | 地何   | 書き物、本、文書 | 書           |
| **ɦatśir̃            | 阿真   | 食物             | 飲食         |
| *ɦorbǝl             | 嗢盆   | 温もり           | 溫           |
| *ɪrgɪn              | 俟懃   | 上、優れた       | 尚           |
| **kʰɪl-             | 乞     | 話す             | -            |
| **kʰɪr-             | 契     | 殺す             | 殺人         |
| **kʰɪrʁayčɪn        | 契害真 | 暗殺者           | 殺人者       |
| *ñaqañ              | 若干   | 犬               | 狗           |
| *pary-al            | 拔列   | 橋               | 梁           |
| **pʰatala           | 破多羅 | 重湯・研ぎ汁     | 潘           |
| *qɔw/*qəw           | 侯     | 豚、猪           | 亥           |
| **tʰaʁ              | 托     | 泥、土、地       | 土           |
| *tʰʊʁnar            | 土難   | 山               | 山           |
| **tʰʊʁay            | 吐奚   | 古代の           | 古           |
| *uwl/*ʊwl           | 宥連   | 雲               | 雲           |
| *yirtʊqañ/*yirtʊqan | 壹斗眷 | 明るい           | 明           |
| *žirpəŋ             | 是賁   | 盛土、堤防       | 封           |
| **žiʁlʊ             | 是樓   | 高い             | 高           |

### 脚註
1. 1 2  Vovin 2007.
2. 1 2  Holcombe, Charles (2001). The Genesis of East Asia: 221 B.C. - A.D. 907. pp. 132
3. ↑  Vovin, Alexander. "Once Again on the Tabghach Language". Mongolian Studues XXIX (2007).
4. ↑  Chen, Sanping (2005). “Turkic or Proto-Mongolian? A Note on the Tuoba Language”. Central Asiatic Journal 49 (2):  161–174. ISSN 0008-9192. JSTOR 41928391.
5. ↑  Shimunek 2017.
6. 1 2  Shimunek, Andrew (2017). Languages of Ancient Southern Mongolia and North China: a Historical-Comparative Study of the Serbi or Xianbei Branch of the Serbi-Mongolic Language Family, with an Analysis of Northeastern Frontier Chinese and Old Tibetan Phonology. Wiesbaden: Harrassowitz Verlag. ISBN 978-3-447-10855-3. OCLC 993110372Shimunek, Andrew (2017). Languages of Ancient Southern Mongolia and North China: a Historical-Comparative Study of the Serbi or Xianbei Branch of the Serbi-Mongolic Language Family, with an Analysis of Northeastern Frontier Chinese and Old Tibetan Phonology. Wiesbaden: Harrassowitz Verlag. ISBN 978-3-447-10855-3. OCLC 993110372.
7. ↑  “mUr”. Nişanyan Sözlük. 2023年1月11日閲覧。

### 参考書目
- Vovin, Alexander. “Once Again on the Tabghach Language”. Mongolian Studues XXIX (2007).
- Shimunek, Andrew (2017). Languages of Ancient Southern Mongolia and North China: a Historical-Comparative Study of the Serbi or Xianbei Branch of the Serbi-Mongolic Language Family, with an Analysis of Northeastern Frontier Chinese and Old Tibetan Phonology. Wiesbaden: Harrassowitz Verlag. ISBN 978-3-447-10855-3. OCLC 993110372